# エアロプラザ
エアロプラザ（AEROPLAZA）は、大阪府泉佐野市の関西国際空港内にある複合施設。

## 概要
1995年（平成7年）6月24日に、関西国際空港内に開業した。第1ターミナルビルとは、関西空港駅を軸にして反対側に位置し、第1ターミナルビルや関西空港駅とは連絡通路で結ばれ、第2ターミナルビルへの連絡バス乗り場に隣接している。ホテル日航関西空港、ファーストキャビン関西空港、レストラン、ショップ、コンビニエンスストア、歯科診療所、レンタカー取扱店、コインロッカー、銀行ATM、関西空港会議場などが入居している。
開業時の中核テナントは、髙島屋が運営する「エアロプラザ・タカシマヤ」および「ホテル関西空港」であった。「エアロプラザ・タカシマヤ」は、衣料や雑貨、土産物などを販売していたが、駅から旅客ターミナルへと向かう動線上に位置していないため利用客が少なく採算割れが続き、2004年（平成16年）3月末で閉鎖となった。その後は温泉施設などが検討されたが、テナントの誘致が進まず、空テナントの状態が続いていた。他方「ホテル関西空港」は、開業から3ヶ月後、現名称に改称している。
2012年（平成24年）3月1日から、第2ターミナルが開業する10月28日までの間、格安航空会社（LCC）Peachのチェックイン施設が2階に設置され、搭乗客はチェックインや手荷物検査や保安検査などを行い、1階のバス乗り場から2期島の駐機場に向かった。現在の第2ターミナルへの連絡バス乗り場は、この時のバス乗り場を利用している。

### 大規模改修
関空へのLCCの誘致が成功し、訪日外国人が急増したことを受け、施設を運営する関西エアポートが、総額で最大100億円規模を投じ、大規模改修を行った。これにより、2015年（平成27年）7月31日、2階にブース席などを備えたラウンジ「Refresh Square」、2017年（平成29年）3月、3階にカプセルホテルの「ファーストキャビン関西空港」がそれぞれオープンし、商業施設も拡充された。2021年（令和3年）4月には、「Refresh Square」を代替する形で、KIXエアポート カフェラウンジ NODOKAが2階にオープンしているが、これは第1ターミナル内あり24時間営業を行っていた「KIXエアポートラウンジ」が移転してきたものである。
このほか、2016年（平成28年）にはPeach Aviationが、同じ関空の敷地内にある建設棟から本社を3階に移転した。ほぼ居抜きの形で入居したため、エスカレーターなどがそのまま残置されている。

## 主な施設
- ホテル日航関西空港
- ファーストキャビン関西空港
- KIXエアポート カフェラウンジ NODOKA
- なか卯
- ゼッテリア（2024年4月25日に関西第1号店としてバーガーキング跡にオープン）
- ローソン

## 過去にあった施設
- ユニバーサル・スタジオ・ジャパン情報センター[8]
- 大阪国際郵便局ポストスクエア[8]
- Refresh Square
- 無料休憩所

### エアロプラザ・タカシマヤ
エアロプラザのオープンと同時に、中核店舗として開店。ショッピングホスピタリティセンターをコンセプトに若い女性、カップル、ファミリーなどの日本人観光客およびアジア人観光客を中心に、見学・送迎客、空港従業員などを含めた空港滞在時間の長い来港客をターゲットにオープン。店舗面積は約6,100㎡、45店舗が出店した。
2階・3階の商業ゾーンに位置し、2階エントランスフロア（フードとトラベルグッズ）では書籍売場や雑貨・物産品店、3階アッパーフロア（おしゃれとアミューズメント）では、美術館・博物館のレプリカグッズを始め個性溢れる商品を集めたほか、アミューズメント施設も設置した。しかし、関西空港駅と第1ターミナルビルの動線外にあることが影響し、開業から一度も黒字転換することなく、経営難のため、2004年3月31日に閉店した。